# Асен Симитчиев
Асен Симитчиев (на македонска литературна норма: Асен Симитчиев) е университетски професор и политик от Социалистическа република Македония.

## Биография
Роден е на 24 ноември 1916 година в град Скопие. Основно и средно образование завършва в родния си град. През 1939 година завършва Юридическия факултет на Белградския университет. Делегат е на Първото заседание на АСНОМ. През 1960 година получава докторска степен в Икономическия факултет на Скопския университет. В отделни периоди от време е бил помощник-министър и заместник-министър на индустрията и строителството, заместник-председател на Плановата комисия на Социалистическа република Македония, помощник-председател на Стопанския съвет на СРМ, секретар на Секретариата за общи стопански въпроси. През 1959 става доцент, а от 1966 редовен професор в Скопския университет. От 1959 до 1963 е член на Изпълнителния съвет на СРМ, а от 1963 до 1967 е негов заместник-председател. Бил е републикански и съюзен представител и председател на Съюза на икономистите на Македония.